# Наксков
Наксков (дан. Nakskov) — місто в комуні Лолланн, регіон Зеландія, Данія. Розташоване в західній частині острова Лолланн, на березі фіорду Наксков. В місті розташована найбільша в Данії цукрова фабрика Nordic Sugar, що належить німецькій компанії Nordzucker.

## Історія

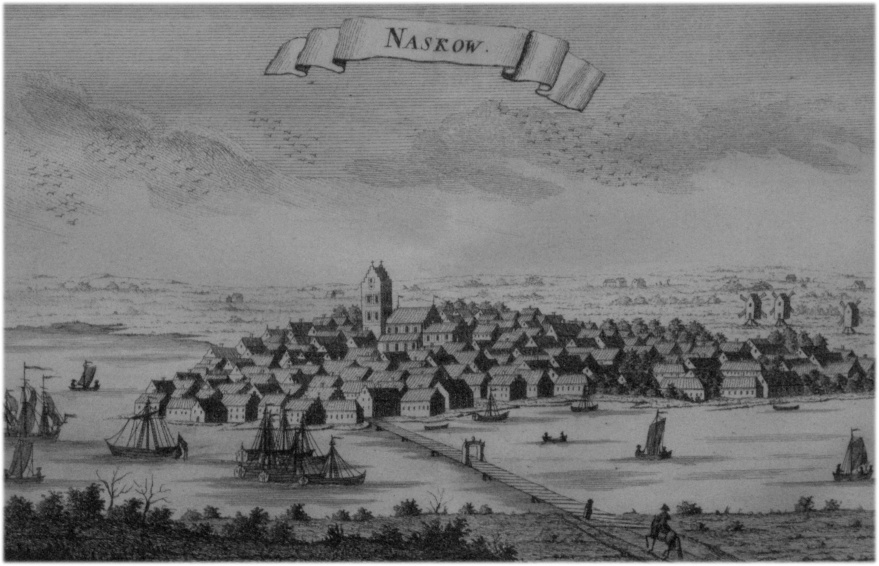
Наксков, XVII століття

Територія міста була заселена протягом тисяч років, починаючи з епохи неоліту. 1266 року, під час правління короля Еріка V, рибальське поселення отримало права міста а з ними і торговельні привілеї. На початку XVI століття за наказом короля Данії Юхана II, на острові Слоте, неподалік від міста, була збудована перша військово-морська верф та фортеця для захисту від ворожих кораблів. Розквіт міста припадає на кінець XVI - початок XVII століття, у цей час Наксков входить в число найбільших і найбагатших міст Данії. Цукровий завод був збудований 1882 року.

## Відомі люди
У місті народилися:
- Гелле Гелле — данська письменниця.

## Зовнішні зв'язки
Наксков має 3 міста-побратими:
- Варкаус, Фінляндія
- Шилутє, Литва
- Дарем, Велика Британія

## Галерея

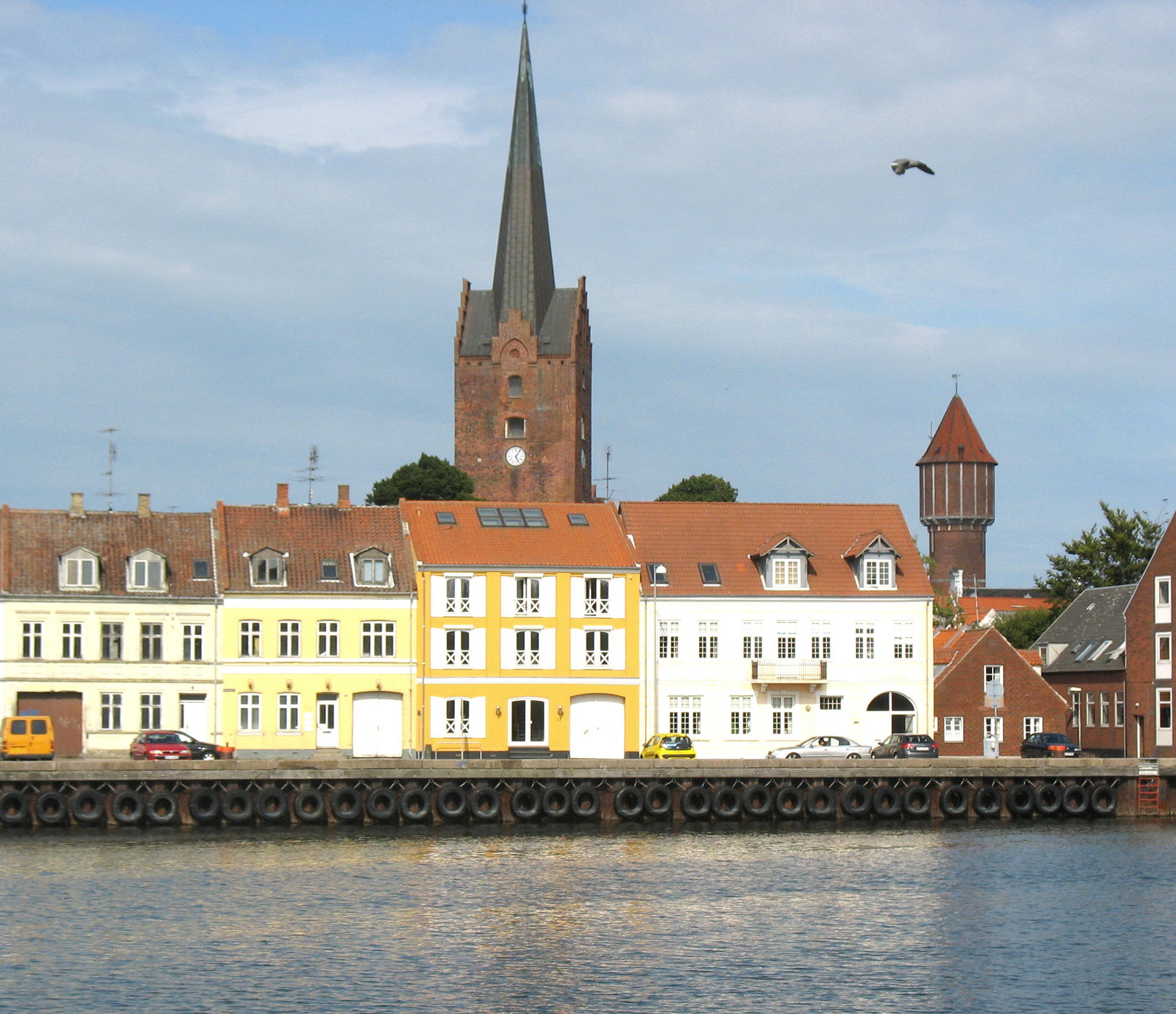
Церква святого Миколая
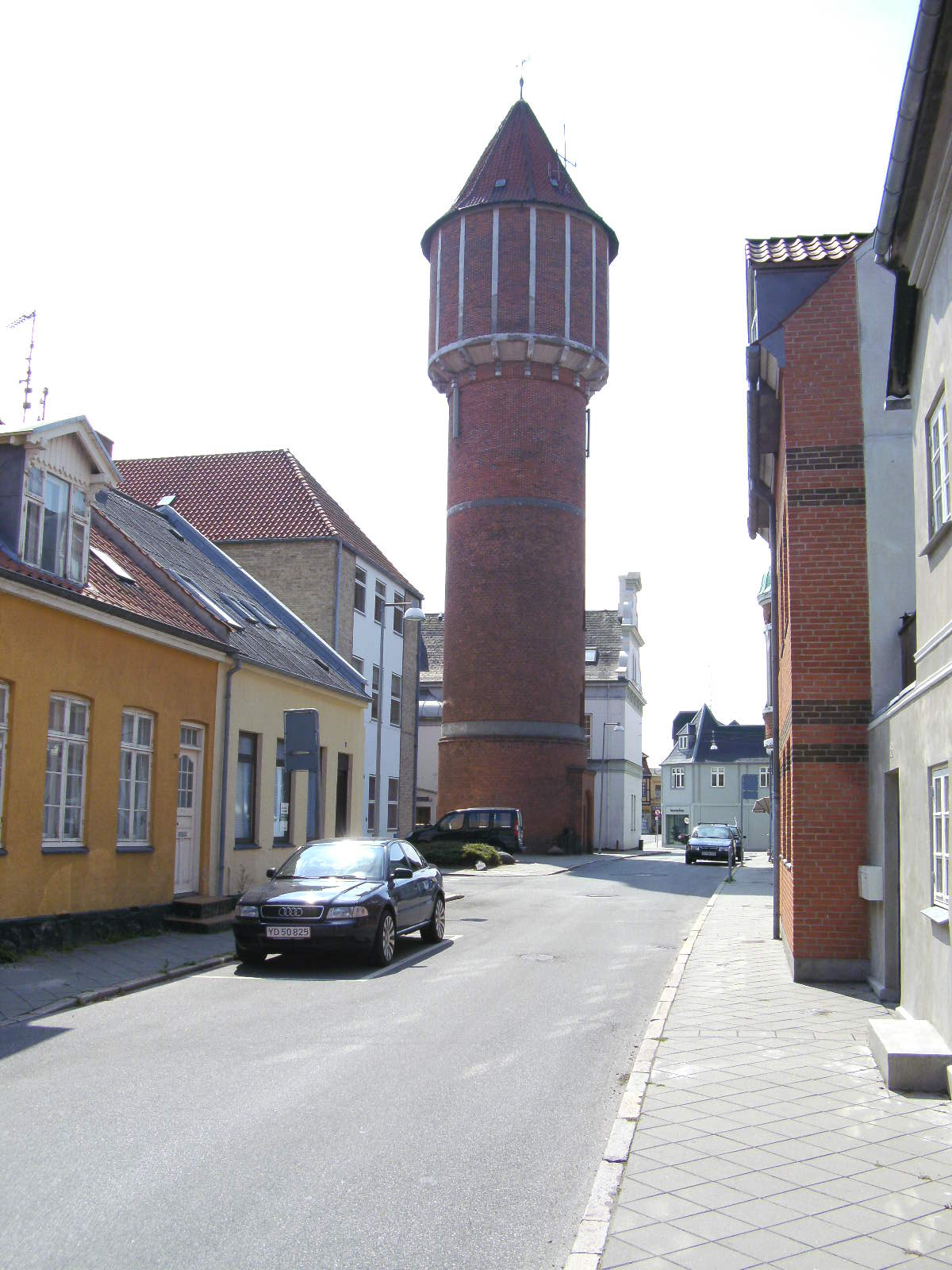
Водонапірна башта
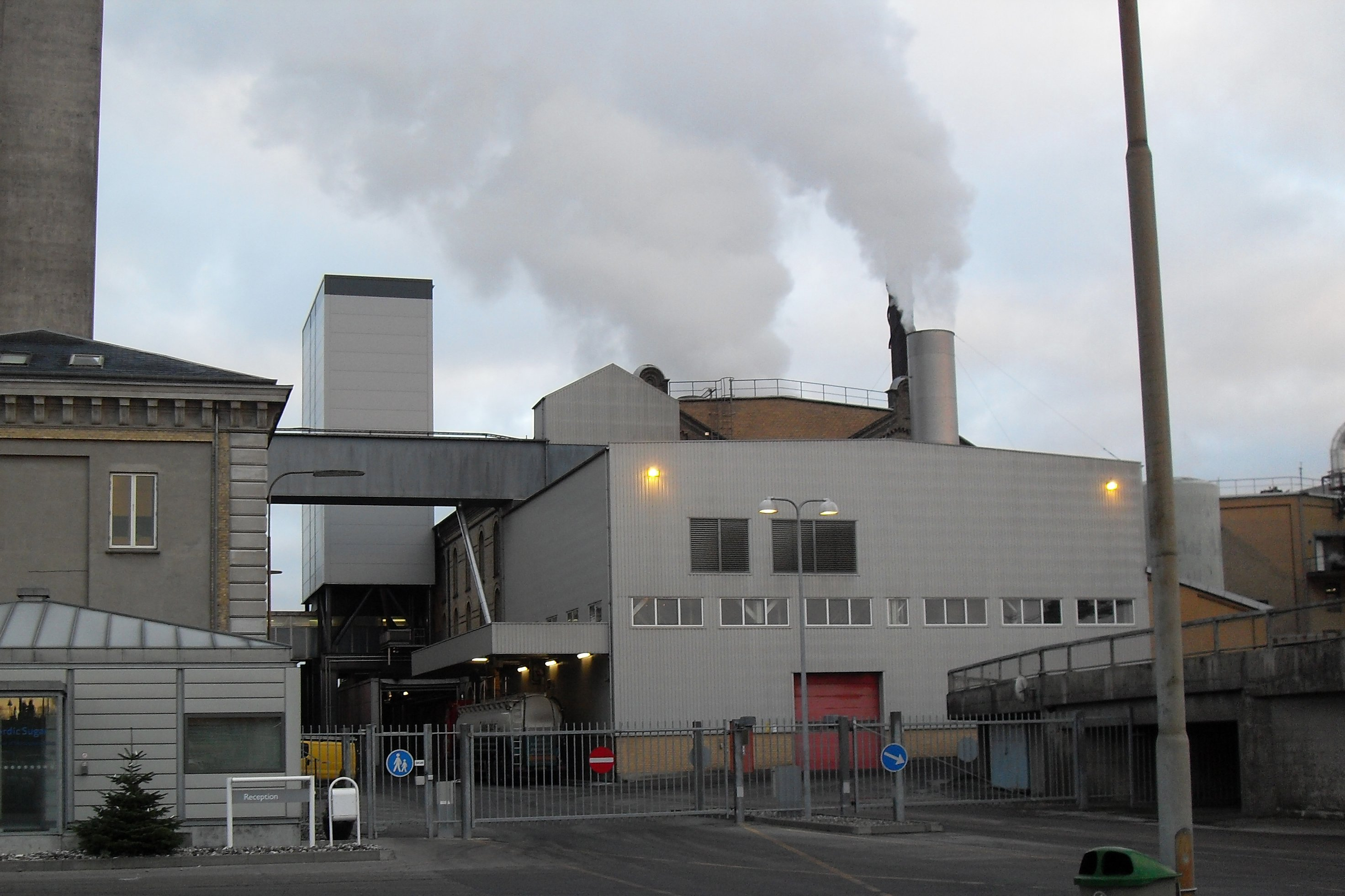
Цукровий завод